# Nort-Leulinghem

Nort-Leulinghem este o comună în departamentul Pas-de-Calais, Franța. În 1 ianuarie 2022 avea o populație de 268 de locuitori.